# گیاتری
گیاتری یا گایاتری یا گایانتری (انگلیسی: Gayatri) شکل شخصی‌شده مانترا گایاتری، یک سرود محبوب از متون ودایی است. طبق بسیاری از متون مانند اسکاندا پورانا، گایاتری نام دیگر ساراسواتی یا شکل او است و همسر لرد برهما است. او با نام مادر وداها نیز شناخته می‌شود.
گایاتری اغلب با ساویتر، خدای خورشیدی در وداها مرتبط است. گیاتری نام دیگری برای «سرسوتی» ایزدبانوی آموزش، خنیاگری و رودخانه در آئین هندو است.